# 天野景泰
天野 景泰（あまの かげやす）は戦国時代の武将。遠江国周智郡犬居谷の国衆。犬居城主。

## 生涯

### 出自
遠江天野氏は遠江国山香荘に存在した国人領主であり、戦国期には犬居谷一帯を領域支配していた。一族には安芸守系統と宮内右衛門尉系統の二系統が存在しており、本来の惣領家は安芸守系統であった。しかし、永正年間に今川氏親の遠江支配が進むにつれて今川氏と関係が深い宮内右衛門尉系統が台頭していき、惣領の座を奪われていった。景泰は安芸守系統で元惣領であった天野七郎の子とされ、七郎は天文7年（1538年）以前に死去したと考えられている。

### 事績
天野氏は今川氏輝の在世期である享禄～天文初期の間に今川氏から離反したが、天文5年（1536年）の氏輝の死後に起きた花倉の乱において、今川義元に敵対した堀越氏攻めに宮内右衛門尉系統の天野氏が参陣したことで、同7年5月には天野与四郎が今川氏に帰参を赦され惣領職を安堵された。これにより景泰ら安芸守系統は庶流として位置づけられた。
しかしその後景泰は今川氏の合戦に参陣して今川氏との関係を強化していき、また犬居谷の在地被官を取り込み与四郎の家中統制に反抗していた。天文12年（1543年）2月に今川義元から嫡男・元景に偏諱を与えられた。また同年8月には与四郎が今川義元より家中統制の失敗による軍役の不履行を指摘されている。同14年の第二次河東一乱には与四郎の跡を継いだ虎景と共に参陣し、翌年の三河今橋の合戦にも参陣した。
天文16年（1547年）9月時点で惣領であった虎景の死去により宮内右衛門尉系統の有力な人物がいなくなったことを受けて、景泰が天野氏惣領となった。この際に虎景の遺児・犬房丸（後の天野藤秀）が幼少であることから、虎景の同心・被官は景泰の軍事指揮下に入ることとなり、天野氏家中での景泰の立場を強化した。
景泰が惣領となった後も今川氏の三河侵攻に参陣し、それに伴い軍役負担が重くなったことから在地被官や百姓の反発を招いた。特に天文19年（1550年）12月から翌年12月までに百姓らの闘争が勃発し、年貢滞納・耕作放棄・在所徘徊・逃散などの百姓による抵抗運動が起きた。これに対して今川義元が景泰の犬居谷支配権や惣領権を認めたため闘争は終結したが、景泰と在地被官・百姓に軋轢が残ったとされる。
天文23年（1554年）9月に、今川氏の同盟国である武田氏が信濃の伊那郡に侵攻すると、所領を隣接する天野景泰が信州遠山氏の遠山景廣（孫次郎）に対し武田氏への帰属を仲介した。遠山景廣が武田氏との外交ルートを持つ天野氏を介して従属を図ったと推測される。この際に天野藤秀が使者として武田氏の元に赴き、信州遠山氏の赦免を嘆願した。信州遠山氏は天野氏を介して武田信玄の配下に入った。
弘治元年（1555年）9月6日付で武田信玄から天野安芸守(景泰)宛の書状に「今度遠山進退の儀につき」とあることで推定できる。(敦賀郡古文書「布施藤太郎所蔵文書」及び　東京大学史料編纂所　「諸家文書簒・天野文書」)
永禄3年（1560年）の桶狭間の戦いで今川義元が戦死した後も引き続き今川氏に属していたが、かねてより対立していた宮内右衛門尉系統の藤秀と領内支配を巡り訴訟問題となり、同5年（1562年）2月には藤秀有利の沙汰が今川氏真より下された。これに反発した景泰は翌年12月に今川氏から離反するが、元々在地被官と軍役負担を巡り対立していたことから助力を得られず、藤秀によって討伐された。
その後の動向は不明であり、今川方の討伐を受けて没落したとみられる。